# Campionato iraniano di pallavolo maschile
Il campionato iraniano di pallavolo maschile è un insieme di tornei pallavolistici per squadre di club iraniane, istituiti dalla Federazione pallavolistica dell'Iran.

## Struttura
- Campionati nazionali professionistici:

Super League: a girone unico, partecipano dodici squadre.
- Campionati nazionali non professionistici:

First Division: ?.